# تينغاتينغا (رسم)

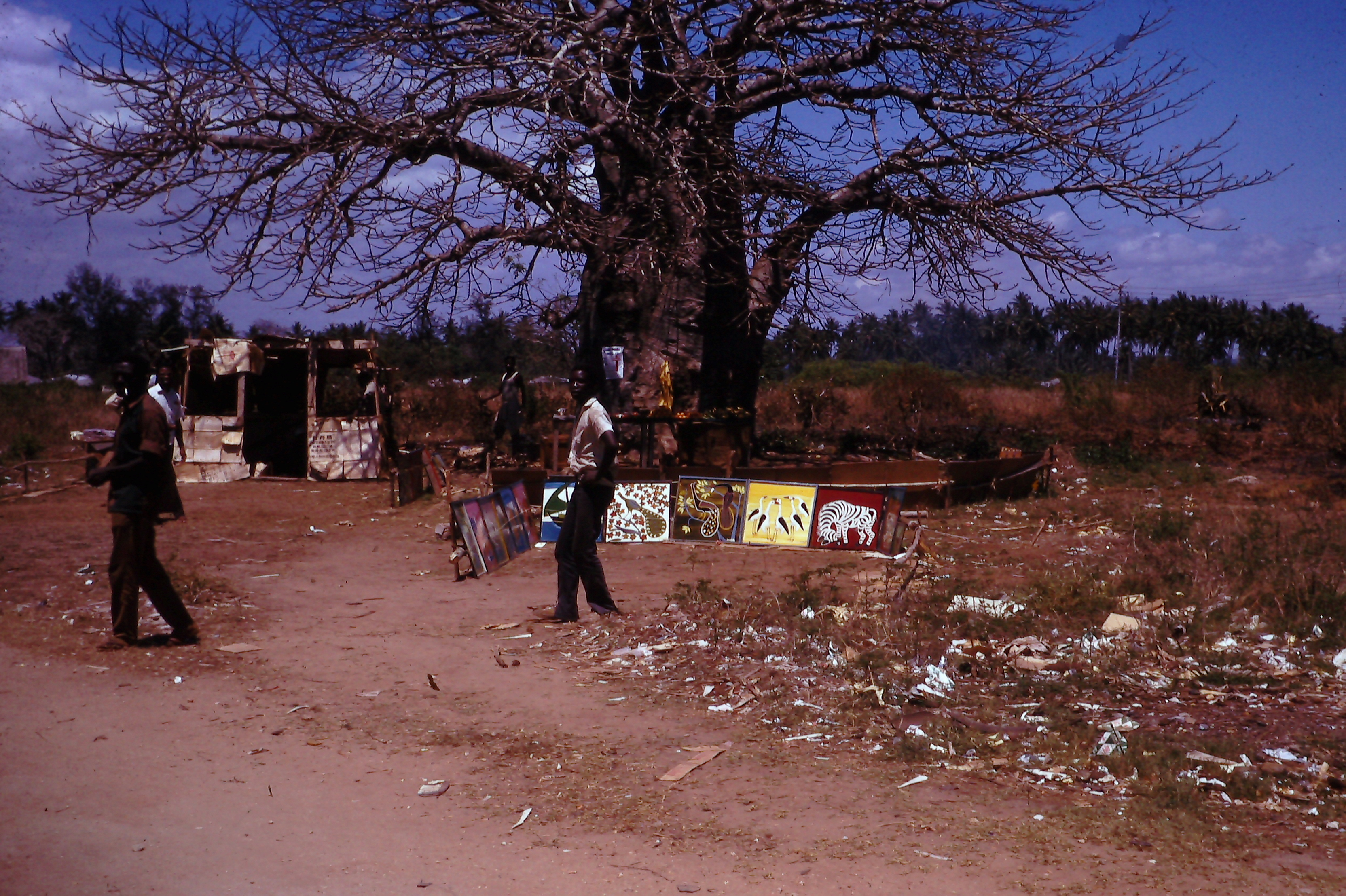
عرض فنانو مدرسة تينغاتينغا للرسم أعمالهم في خليج المحار في دار السلام. الصورة تعود لعام 1973.

يعتبر تينغاتينغا أسلوب رسم نشأ في النصف الثاني من القرن العشرين في منطقة خليج المحار في دار السلام (تنزانيا) وانتشر لاحقًا إلى معظم شرق إفريقيا. يعد تينغاتينغا أحد أكثر أشكال اللوحات السياحية تمثيلًا في تنزانيا وكينيا والبلدان المجاورة. سمي هذا النوع على اسم مؤسسه؛ الرسام التنزاني إدوارد سعيدي تينغاتينغا.
يرسم التينغاتينغا تقليديًا على الماسونيت (ألواح مصنوعة من ألوح الخشب المضغوطة)، باستخدام عدة طبقات من طلاء الدراجات، التي تجعل الألوان مشرقة جدًا ومشبعة. ترتبط العديد من عناصر هذا النمط بمتطلبات السوق الموجه للسياح؛ إذ تكون اللوحات صغيرة عادةً بحيث يمكن نقلها بسهولة، وتهدف الموضوعات إلى جذب الأوروبيين والأمريكيين (مثل، الخمسة الكبار والحيونات البرية الأخرى). وبذلك، يمكن اعتبار لوحات تينغاتينغا شكلًا من أشكال «رسومات المطار». يمكن وصف الرسومات بأنها فطرية وكاريكاتورية، تكون الفكاهة والتهكم واضحين فيها غالبًا.

## لمحة تاريخية
بدأ إدوارد تينغاينغا الرسم نحو عام 1968 في تنزانيا (دار السلام). استخدم مواد رخيصة مثل الماسونيت وطلاء الدراجات وجذب انتباه السياح لأسلوبه الملون والفطري والسريالي. عندما توفي تينغاتينغا في عام 1972، كان أسلوبه قد أصبح شائعًا لدرجة بدء حركة واسعة من المقلدين والأتباع، والتي يشار إليها أحيانًا بشكل غير رسمي باسم «مدرسة تينغاتينغا».
أعاد الجيل الأول من فناني مدرسة تينغاتينغا إنتاج أعمال مؤسس المدرسة. ظهرت في التسعينيات اتجاهات جديدة في أسلوب تينغاتينغا، استجابةً للتحولات التي كان يمر بها المجتمع التنزاني بعد الاستقلال. قدمت موضوعات جديدة تتعلق بالمجتمع الحضري ومتعدد الأعراق الجديد في دار السلام (مثل الشوارع والساحات المزدحمة والمكتظة)، إلى جانب المستجدات التقنية العرضية (مثل استخدام المنظور). ويعتبر سيمون مباتا، صهر إدوارد تينغاتينغا، أحد أشهر رسامي الجيل الثاني.
لم يترك تينغاتينغا سوى عددًا قليلًا نسبيًا من اللوحات التي يبحث عنها هواة الجمع، بسبب حياته الفنية القصيرة. يُعرف اليوم أن المنتجات المقلدة تنتج من جميع لوحات تينغاتينغا الشهيرة مثل الأسد، أو الطاووس على شجرة الباوباب، أو الظبي، أو النمر، أو الجاموس أو القرد.

## التأثيرات
تعتبر معرفة ما إذا كان أسلوب تينغاتينغا أصليًا تمامًا أو مشتقًا من الأشكال التقليدية لشرق إفريقيا موضوعًا مثيرًا للجدل. ادعى الناقد السويدي بيريت سالستروم في ورقته البحثية الإبداعية، تينغاتينغا وأتباعه، أن تينغاتينغا كان من أصل موزمبيقي، لذا اقترح أن يكون لأسلوبه صلات مع موزمبيق المعاصرة. ولكن، رفضت جمعية تينغاتينغا ومعظم الباحثون هذا الادعاء. اقترح تاجر الأعمال الفنية إيف غوسيني أن إدوارد تينغاتينغا قد تأثر باللوحات الكونغوية التي بيعت في دار السلام في عصره. يمكن أن يكون مصدر هذا الادعاء هو بعض مقالات ميريت تيسين، التي تدعي أيضًا أن تينغاتينغا زين جدارين منزليين مقابل مبلغ مالي قبل أن يبدأ الرسم على ألواح الماسونيت.
يمكن أيضًا تفسير ادعاء ميريت تيسين بتزيين تينغاتينغا الجدران المنزلية على أنه دليل على أصل آخر لرسومات تينغاتينغا، وهي الزخارف التقليدية لجدارن الكوخ لشعب ماكوا وماكوندي. شاهد كارل هيول هذه اللوحات لأول مرة في عام 1906 ووصفها في كتابه نيجيرليبن في شرق أفريقيا الألماني. وشاهد عالم الأعراق يسبر كيركنيس ومقيّم الرسم الياباني كينجي شيراشي، بالإضافة إلى المسافرين المعاصرين، هذه اللوحات ووثقوها في عدة مواقع بجنوب تنزانيا، بما فيها نغابا، وهي قرية ما يزال يعيش فيها العديد من أقارب والد تينغاتينغا حتى يومنا هذا.